# Pentapodus aureofasciatus
Pentapodus aureofasciatus is een straalvinnige vissensoort uit de familie van valse snappers (Nemipteridae). De wetenschappelijke naam van de soort is voor het eerst geldig gepubliceerd in 2001 door Russell.